# Initiative et Finance
Initiative et Finance est une société financière créée en 1984 par le Crédit national et la Banque Indosuez, juste après le vote de la loi sur la Reprise d'entreprise par ses salariés (RES), ce qui en fait l'un des plus anciens opérateurs bancaires sur le créneau de la reprise des entreprises par leurs salariés. 
La société, basée au 20 rue Quentin-Bauchart à Paris, s'est spécialisée dans le LMBO puis dans le créneau de la reprise en LBO d'entreprises de taille moyenne, passant ensuite dans le giron du groupe Natixis, lui-même obligé de la revendre Axa Private Equity (renommé Ardian en 2013) en avril 2010. Elle est devenue un fonds d'investissement labellisé « FSI France Investissement », coté en Bourse. À la suite d'une offre publique d'achat simplifiée, la société à responsabilité limitée de droit luxembourgeois Financière Figaro détenait 95 % du capital en janvier 2011. Jean-Bernard Meurisse était en 2011 président du directoire et Thierry Giron, directeur général.